# تيد آدامز (لاعب كريكت)
تيد آدامز (10 يوليو 1896 في أستراليا - 25 مايو 1977) (بالإنجليزية: Ted Adams)‏ هو لاعب كريكت أسترالي.

## وصلات خارجية
- تيد آدامز على موقع إي آس بي آن كريك إنفو (الإنجليزية)